# 汝應元
汝應元（？—17世紀），字善長，松江府華亭縣人，明朝、南明軍事人物。

## 生平
汝應元年少就懂得文書，壯偉有膽略才幹，在張肯堂屬下勞役，獲賞識；張肯堂任職福建巡撫，他因補盜積功而擔任都司僉書。張肯堂的孫子張茂滋在家居住，肯堂命他前往探視；松江起兵，他就以肯堂命令發散張家家丁，傾出家產成立一隊軍隊，夏允彝、陳子龍都前來參見說：「四十年領袖的東林錢尚書都不肯做的事，你做到了。」因此汝應元名聲大震。不久軍隊戰敗，他護送張茂滋到福建，隆武帝得知後非常高興，授予他都督同知、御旗牌總兵。
之後他跟隨張肯堂到舟山，黃斌卿不接納監國魯王，他請求讓死士刺殺黃斌卿，奪取其部下迎接魯王。張肯堂說：「這非常危險，你暫且停止吧。」張名振響應吳勝兆，汝應元也打算參與，肯堂又說：「事情未可知，我現在不可離開你一天。」他又安撫張茂滋道：「我大臣應該為國而死，你是一線寄望！他日希望不要忘記我。」張茂滋回答明白。某天突然颳起風雨，張肯堂呼喚他，但他的已經不知所終。之後有來自普陀茶山的書信，信上寫著：「閣下完髮以報國，應元削髮報答閣下。我不敢忘記息壤之約。」舟山失陷，張肯堂一家被殺，只有張茂滋出逃。汝應元入城，已找不到茂滋，就向清朝將領金礪請求安葬故主。金礪說：「你不怕死麼？」他回應：「我帶著帶頭顱來，願下葬而死，雖死也不怨恨。」於是殮葬張肯堂和其家人遺骨建立大冢，又秘密派人偵察茂滋行蹤，聽聞他被羈押在鄞縣監獄，於是請求自己代替，不准許。適逢陸宇燝等人全家保全才獲釋，杜兆芝送還松江，汝應元終身守在張肯堂墓旁，於普陀老死。

## 引用
1. 1 2  錢海岳《南明史·卷四十九·列傳第二十五》：汝應元，字善長，嵩江華亭人。少通文筆，魁碩有勇幹，為張肯堂役，肯堂奇之。及撫福建，往來海上，以補盜積功，官都司僉書。肯堂孫茂滋家居，命應元歸視之。嵩江兵起，遽以肯堂命，盡發張氏家丁，出家財，為支軍一隊。於是夏允彝、陳子龍納袍笏列拜營前曰：「斯四十年領袖東林之錢尚書所不肯為，而君為之。」應元名遂大震。未幾師敗，護茂滋入閩。上聞之，大喜，即授都督同知、御旗牌總兵。
2. ↑  錢海岳《南明史·卷四十九·列傳第二十五》：已從肯堂舟山。黃斌卿不納監國魯王，應元請使死士刺之，奪其軍迎王。肯堂曰：「此危道也，汝姑止。」張名振應吳勝兆，應元亦踴躍欲赴，肯堂曰：「事未可知，吾今不可一日離汝。」嘗撫茂滋謂之曰：「我大臣宜死國，一線之寄，其在君乎！他日幸無忘。」曰：「謹受命。」忽一日大風雨，呼之，則以空閣不知所往。已而自普陀茶山書來，曰：「公完髮所以報國，應元削髮所以報公。息壤之約，非敢忘也。」舟山陷，肯堂闔門死，獨茂滋出亡。應元入城，則已失茂滋所在，乃詣清將金礪求葬故主。礪曰：「不畏死耶？」應元曰：「固帶頭來，願葬而死，雖死不恨。」乃殮肯堂並諸骨為大冢，密遣人四出詗茂滋，聞其羈鄞獄，乃請以身代，不得。會陸宇燝等以一門保之，乃得出。杜兆芝送歸嵩江，應元終身守肯堂墓下，老死普陀。